# Майський (Усть-Тарцький район)
Майський (рос. Майский) — селище у Усть-Тарцькому районі Новосибірської області Російської Федерації.
Входить до складу муніципального утворення Яркуль-Матюшкінська сільрада. Населення становить 76 осіб (2010).

## Історія
Згідно із законом від 2 червня 2004 року органом місцевого самоврядування є Яркуль-Матюшкінська сільрада.

## Населення
| 2002 | 2007 | 2010 |
| ---- | ---- | ---- |
| 134  | ↘130 | ↘76  |